# Iqbol Meliqo'ziyev
Iqbol Meliqo'ziyev (Fergana, 4 octombrie 1981) Director de fotografie, regizor de film și rector al Universității VGIK din Uzbekistan din 2024.
Iqbal Melikuziev a obținut un mare succes în domeniul regiei. În 2013, Iqbal Melikuziev a primit o largă recunoaștere și aplauze în Uzbekistan, după ce a regizat drama și comedia uzbecă „Mening dostim jin” (comedie). De atunci, a filmat multe filme uzbece de comedie și melodramă. În special, filmele „Ishdagi Ishq” și „Kuyov Jura”, care au fost difuzate pe marile ecrane în 2015, i-au adus regizorului o mare faimă.

## Biografie
Melikuziev Iqbal Mamasodikovych s-a născut la 4 octombrie 1981 în districtul Buvaida din regiunea Fergana. În 1988 a intrat în liceul numărul 26 din raionul Buvayda, a urmat clasa I și a absolvit în 1998. În 2005 a absolvit Departamentul de Cinematografie al Institutului de Stat de Artă din Uzbekistan, iar în 2008 a absolvit Departamentul de Cinematografie. În 2008, a fost angajat ca profesor la Departamentul de Cinematografie al Institutului de Stat de Artă din Uzbekistan. Din 2012 până în 2015 a lucrat ca șef al departamentului „Regie de sunet și abilități de film”. În 2015-2018 a absolvit doctoratul. În 2010 a absolvit Universitatea de Tehnologii Informaționale din Tașkent. În 2014, Pedagogul și-a îmbunătățit calificările în Centrul de Rețea de Reciclare și Formare a Personalului. În perioada 2008-2019 a predat disciplinele „Cinematografie de film și televiziune”, „Filmare specială și complexă”, „Design multimedia”, „Efecte vizuale și post-producție”, „Fundamente ale tehnologiei film-video”. Acum sunt folosite cu succes în clasele de specialitate. În 2018, Melikuziev Iqbal a publicat un manual numit „Cinema Teleoperator Skills” (procese de formare și dezvoltare a fotografiei de artă). În 2018, „Directorul de animație” a publicat manualele de instruire „Fotocompoziție”, „Design multimedia”, „Efecte vizuale și postproducție”, „Fundamentals of Film Video Technology”.
În 2024, Iqbal Melikuziev a fost numit rector al Universității VGIK din  Uzbekistan .

## Creare
Iqbal și-a început cariera creativă în cinema, lucrând la seriale de televiziune și filme pentru diverse rețele. Și-a început cariera ca operator de cameră în filmul regizorului Jahangir Ahmoediv Uylanish. În 2010, Iqbal a jucat în filmul „Omad”. Acest film a fost nominalizat la multe premii pentru că a fost directorul de imagine al filmului despre omul ghinionist. În același an, a lucrat ca director de fotografie pentru filmul „From Night Till Dawn”, care a primit numeroase premii, inclusiv cel mai bun film de comedie din 2010 și alte premii. În 2011, Iqbal a lucrat ca cameraman pentru filmele „Beyond the Service, Lucky Boys, Last Call, Oling Kuda-Bering Kuda și Mening Akam Baydoq”, care au fost nominalizate la numeroase nominalizări. În 2012 vor fi lansate filmele 2 Night to Dawn, acest film urmând să fie primit cu mari aplauze din partea fanilor. Merită multe nominalizări, printre care: A câștigat premiile pentru cel mai bun film de comedie și cea mai bună fotografie în 2012. În 2013, Iqbal a lucrat în filmele numai Ana, Mr. Hot-Dogchi și Tilim Kursin. În 2015, a lucrat la Bakht O'ryan și Tilin Kursin 2. Filmul Tilin Kursin a fost nominalizat pentru cel mai bun director de imagine al anului.
În 2013, Iqbal și-a început prima activitate ca regizor și a realizat un film numit „Prietenul meu este un demon”. În 2014, a realizat un film de comedie numit Yigitali. Yigitali este unul dintre cele mai cunoscute filme ale lui Iqbal. În 2015, Iqbal a realizat două filme, Isagi Ishq și Kuyoc Jura, care au fost recunoscute drept cele mai mari filme încasărilor din 2015. În plus, Iqbal a filmat multe documentare, inclusiv Welcom to Samarkand, Welcome to Khiva, Bordery, Carpeting, Zardozlik și Muhammad Yusuf: Uugumsan vatanim.

## Filmografie
Mai jos, în ordine cronologică, este o listă clasată a filmelor în care a apărut Iqbol Meliqo'ziyev 
| An   | Film                         | Rol    |
| ---- | ---------------------------- | ------ |
| 2006 | Suyiqasd                     |        |
| 2008 | Toni                         |        |
| 2008 | Kuz                          |        |
| 2009 | Uylanish                     |        |
| 2010 | Omad                         | [ 11 ] |
| 2010 | Tundan tonggacha             | [ 12 ] |
| 2010 | Qorakoʻz                     | [ 13 ] |
| 2010 | Robinzon qozi                |        |
| 2011 | Mening akam boʻydoq          | [ 14 ] |
| 2011 | Oling quda-bering quda       | [ 15 ] |
| 2011 | Xizmat doirasidan tashqarida |        |
| 2011 | So'ngi qo'ng'iroq            |        |
| 2011 | Omadli Yigitlar              |        |
| 2011 | Dardi bedavo                 |        |
| 2012 | Tundan tonggacha 2           |        |
| 2013 | Ana xolas                    | [ 16 ] |
| 2013 | Mening doʻstim jin           | [ 17 ] |
| 2013 | Tilim qursin                 | [ 18 ] |
| 2013 | Janob Hot-Dogchi             | [ 19 ] |
| 2014 | Yihitali                     |        |
| 2014 | Onam bilmasin                | [ 20 ] |
| 2014 | Kunlardan bir kun            |        |
| 2015 | Baxt ortidan                 |        |
| 2015 | Tilim qursin 2               | [ 21 ] |
| 2015 | Ishqdagi ishq                |        |
| 2015 | Kuyov jura                   |        |
| 2016 | Dadam bilmasin               | [ 22 ] |
| 2016 | Qaysar oshiqlar              | [ 23 ] |
| 2020 | Sizsiz oʻtmas kunlarim       |        |

| An   | Film | Rol |
| ---- | --- | --- |
| 2002 | Sanatda oʻz oʻrnini topgan inson                                                                                         |     |
| 2005 | Novyy mir krasok |     |
| 2007 | Xayotda oʻz oʻrnini topgan inson                                                                                         |     |
| 2013 | Oʻzbekiston davlat sanʼat va madaniyat instituti                                                                         |     |
| 2013 | Jahon tillari universiteti                                                                                               |     |
| 2016 | Fargʻona davlat universiteti                                                                                             |     |
| 2016 | Fargʻona politexnika instituti                                                                                           |     |
| 2016 | Uzbekiston republicasi vazirlar maxkamasi, davlat test markazi, test sinovlarini utkazish tartibi uzbek va rus tillarida |     |
| 2017 | Margilon crafts center                                                                                                   |     |
| 2017 | Epic in Uzbekistan art                                                                                                   |     |
| 2017 | Horticulture of Uzbekistan                                                                                               |     |
| 2017 | State of Uzbekistan |     |
| 2017 | Gatekeeper |     |
| 2017 | Pilaf culture of Uzbekistan and pineapples                                                                               |     |
| 2017 | Wedding ceremony in Uzbekistan                                                                                           |     |
| 2017 | Boysun Culture |     |
| 2017 | "Pottery" |     |
| 2017 | In the name of Alisher Navoi Tokent state Uzbek language and University of Literature                                    |     |
| 2017 | "Intangible in Uzbekistan cultural heritage"                                                                             |     |
| 2020 | "Carpeting" |     |
| 2020 | "Duppidoʻzlik" |     |
| 2020 | "Embroidery" |     |
| 2020 | "Zardoʻzlik" |     |
| 2020 | "Plowing" |     |
| 2021 | "Khairulla Sardiev: I'm still your child"                                                                                |     |
| 2021 | "Bakhtiyar Ikhtiyorov: Tales that charmed me"                                                                            |     |
| 2021 | Muhammad Yusuf: You are great, my homeland                                                                               |     |
| 2022 | Gʻani Najimov documentary film                                                                                           |     |

## Premii
- 2023 Absolvent de invatamant superior.
- Premiul de stat 2024 al Poetului Poporului din Uzbekistan Muhammad Yusuf.